# Jules Formigé
Jules Formigé, né le 23 juin 1879 à Paris 6e et mort le 17 août 1960 d'un infarctus à Ploubazlanec, est un architecte et archéologue français d'origine arlésienne. Il a plus particulièrement travaillé sur les monuments antiques du Midi de la France et à la restauration de l'abbaye de Saint-Denis. Il est membre de l'Académie des beaux-arts en 1947. Il est le fils de Jean Camille Formigé, également architecte, avec lequel il a travaillé et dont il a suivi les traces.

## Biographie
De 1900 à 1908, il restaure, avec son père et à sa suite, les gradins de la cavea du théâtre antique d'Arles. Depuis lors, le monument retrouva sa fonction initiale de lieu de spectacle. Il fait le relevé de la Chartreuse de Villeneuve-lès-Avignon, à partir de 1905.
En 1911, il pense découvrir la copie de la Vénus d'Arles réalisée par Jean Péru avant sa restauration en vue de son installation dans la galerie des Glaces à Versailles, ce qui, après en avoir rendu-compte lui-même, fit grand bruit chez les spécialistes de l'Antiquité. Il soutient ensuite une thèse consacrée aux antiques d'Arles, en 1912. Il lance les grands travaux de restauration des intérieurs du château du Roi René, à Tarascon. Tous ces travaux, notamment ses découvertes dans le midi de la France, et les publications qu'il en fait, lui vaudront le jeton d’or de la Société centrale des architectes en 1919, après avoir déjà reçu la médaille d'archéologie en 1913.  Pendant la première Guerre mondiale, il est délégué dans les fonctions d'architecte en chef. Après sa réussite au concours des Beaux-arts (atelier Pascal) en 1920, confirmé dans ses fonctions d'architecte en chef des monuments historiques, il est chargé de la vallée du Rhône, de la Provence, de l'arrondissement de Pontoise, du Palais de Justice de Paris et de la basilique de Saint-Denis, ainsi que du pont de l'Île-Saint-Denis, construit en 1905 par l'ingénieur Caldagues, avec une décoration des arcs par Jules Formigé. 
Entre 1922 et 1939, il fouille la grande villa gallo-romaine de Montcaret, mettant au jour des mosaïques . Il poursuit les travaux de consolidation et de restauration du théâtre antique d'Orange, avec notamment la fouille de la scène, qui permit de découvrir de nombreux fragments d’architecture du front de scène. Il intervient sur de nombreux chantiers à Fréjus, notamment l'amphithéâtre.
En 1936, il est nommé adjoint à l'Inspection générale des Monuments historiques et en 1944 inspecteur général. En 1947, il est élu membre de l'Institut et prend sa retraite l'année suivante. Précédemment, il avait élu membre de l’Académie des beaux-arts le 4 juillet 1942, et devient son président en 1955. Il restera cependant chargé de Saint-Denis, Arles, la Turbie, Saint-Rémy, Vienne et Orange. 
C'est Jules Formigé qui, vers 1960, fit classer monument historique le plâtre qui servit à mouler le calvaire de bronze de l’église Saint-Vincent-de-Paul de Paris, réalisé par Rude, en 1848.
Il fut fait citoyen d'honneur de la ville de Fréjus, qui donna le nom de son père à une place de la ville.

## Publications
- « Note sur la Vénus d'Arles », in Comptes-rendus de l'Académie des Inscriptions et Belles-Lettres, Année 1911, Vol. 55, no 8, p. 658-664. [Persée.fr lire en ligne]
- « Note sur un moulage ancien de la Vénus d'Arles, » Extrait des "Musées de France". no 5. 1912.
- « Le théatre romain de Vienne, » Vienne, 1949.
- L’abbaye royale de Saint-Denis : recherches nouvelles, Paris, 1960.